# Federico Moreira (1961)

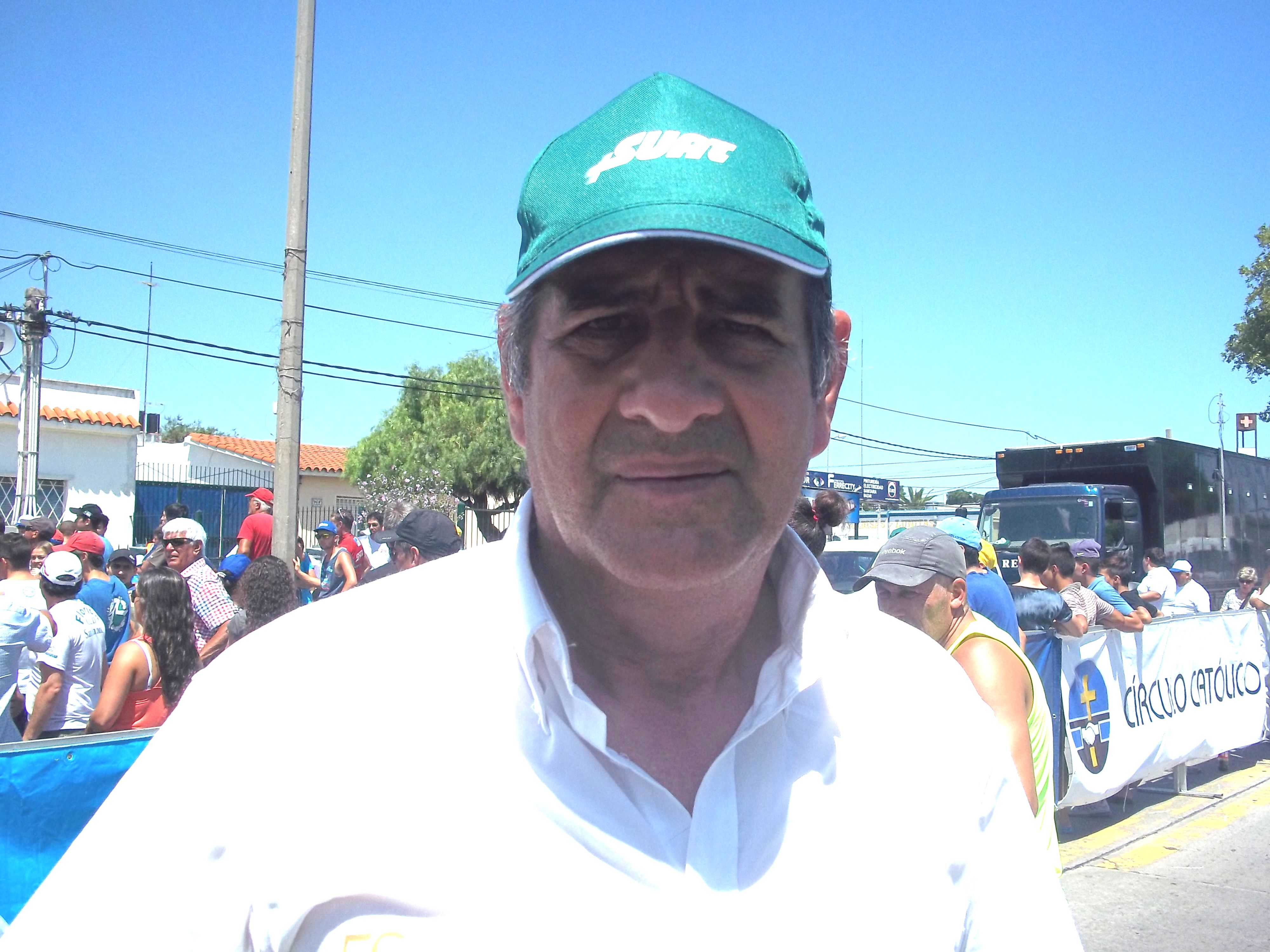
Federico Moreira

Federico Antonio Moreira Wuilman (Salto, 8 maart 1961) is een Uruguayaans voormalig wielrenner. Op de Pan-Amerikaanse Spelen in 1987 veroverde hij een gouden medaille op het onderdeel puntenkoers. Een jaar later vertegenwoordigde hij zijn Zuid-Amerikaanse vaderland bij de Olympische Spelen in Seoul. Hij won verder zes keer het eindklassement van de Ronde van Uruguay en behaalde overwinningen in diverse andere grote wedstrijden in Zuid-Amerika. Zijn zoons Agustín en Mauricio werden ook wielrenners.

## Palmares
- 1981
  - 2e etappe Ronde van Uruguay
- 1982
  - Rutas de América
- 1984
  - 2 etappes Ronde van Uruguay
- 1985
  - Eindklassement Ronde van Chili
  - 3 etappes Ronde van Uruguay
- 1986
  - 1 etappe Ronde van Uruguay
  - Eindklassement Ronde van Uruguay
- 1987
  - 1 etappe Ronde van Uruguay
- 1988
  - Rutas de América
- 1989
  - 1 etappe Ronde van Uruguay
  - Eindklassement Ronde van Uruguay
- 1990
  - 1 etappe Ronde van Uruguay
  - Eindklassement Ronde van Uruguay
- 1991
  - 2 etappes Ronde van Uruguay
  - Eindklassement Ronde van Uruguay
- 1996
  - Proloog Ronde van Chili
  - 9e etappe Ronde van Uruguay
- 1997
  - Rutas de América
  - Proloog en 7e etappe Ronde van Uruguay
  - Eindklassement Ronde van Uruguay
- 1999
  - 8e etappe Ronde van Uruguay
  - Eindklassement Ronde van Uruguay